# Districtul Baabda
Districtul Baabda (în arabă قضاء بعبدا, transliteration: Qada' Baabda), uneori scris B'abda, este un district („qadaa”) al guvernoratul Munții Liban, Liban, la sud și est de capitala Libanului, Beirut. Regiunea este, de asemenea, cunoscută popular sub numele de „Districtul Matn de Sud” (în arabă المتن الجنوبي, transliterație: ِal-Matn al-Janoubi), spre deosebire de ْDistrictul Matn de Nord, (în arabă المتن الشمالي; transliterație: al-Matn ash-Shimali). Reședința districtului Baabda este orașul Baabda.

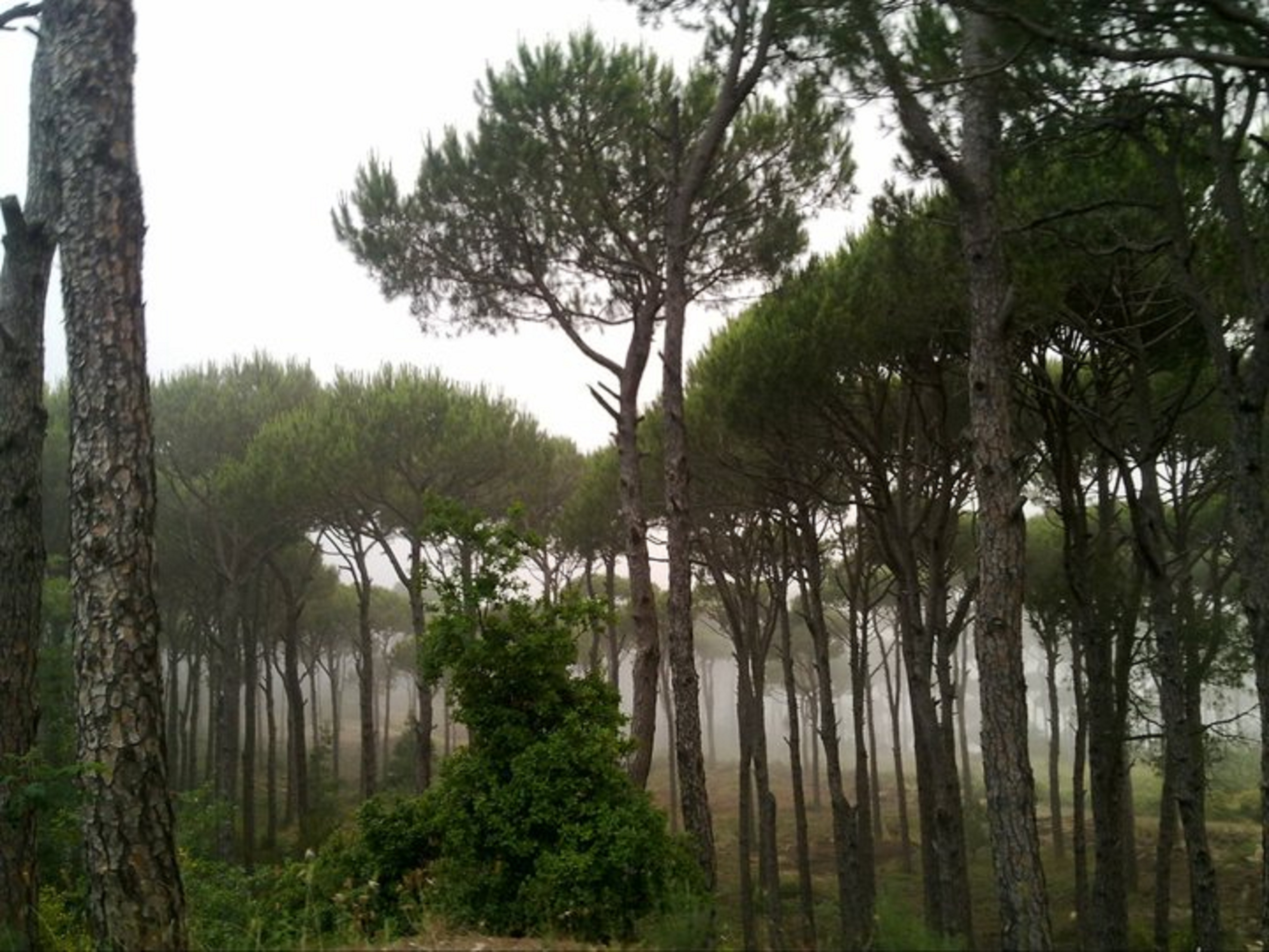
R'as Al-matn pădure de pini, Districtul Baabda

## Demografie
Locuitorii districtului Baabda sunt în principal catolicii maroniți, musulmani șiiți și druzi. Maroniții sunt cel mai mare grup, urmați de șiiți și druzi. Cu toate acestea, musulmani sunniți, catolicii melkite și creștinii ortodocși răsăriteni locuiesc și ei în zonă.
Este important de remarcat faptul că musulmanii șiiți din districtul Baabda locuiesc în cea mai mare parte în zona de coastă a districtului care se află direct la sud de Beirut. Această zonă este, de asemenea, cunoscută sub numele de 
„Dahieh” sau suburbiile sudice ale Beirutului. Druzii, pe de altă parte, trăiesc în zona muntoasă mai departe în interior. Creștinii locuiesc, de asemenea, în zonă.
De la alegerile din 2005, Baabda are șase locuri alocate în Parlamentul libanez. Trei dintre aceste locuri sunt alocate catolicilor maroniți, în timp ce două sunt alocate musulmanilor șiiți și unul druzilor.

## Mediu și arheologie
Districtul Baabda este sursa siturilor cu chihlimbar datând de acum 120 de milioane de ani în care au descoperit printre cele mai vechi șopârle, inclusiv Baabdasaurus, și, de asemenea, multe insecte.

## Orașe și comune
- Abadieh
- Araya
- Arbiniyeh
- Baabda
- Baalchmay
- Bmariam
- Btekhnay
- Chebanieh
- Chiyah
- Falougha
- Furn el Chebbak
- Ghobeiry
- Hadath
- Hammana
- Haret Hreik
- Hazmieh
- Hlaliyeh
- Jamhour
- Kfarshima
- Kfar Selouane
- Khraybeh
- Knaisseh
- Ksaibe
- Qalaa
- Qarnayel
- Ras el-Matn
- Tarchich
- Yarze